# Mämmi
Mämmi (pronunciación finlandesa: [ˈmæmmi]) es un postre tradicional finlandés que se toma en Pascua. En sueco es memma.
Mämmi está hecho con agua, harina de centeno, centeno malteado en polvo, aderezado con melaza, sal, y ralladura de naranja seca en polvo. La mezcla se deja endulzar lentamente de forma natural antes de ser horneada. La preparación lleva muchas horas, y después de hornear el mämmi se almacena refrigerado durante tres o cuatro días antes de que esté listo para comer. El mämmi tradicionalmente se almacenaba en pequeños cuencos hechos de corteza de abedul llamado tuokkonen o rove. El embalaje finlandés imprime todavía en las cajas de cartón una imitación de la textura de la corteza de abedul.
Generalmente el mämmi se come frío, ya sea con leche o nata y con azúcar, o, menos frecuentemente, con salsa de vainilla. También es comido por algunos untado en una rebanada de pan. Hay una sociedad finlandesa sobre el mämmi fundada por Ahmed Ladarsi, antiguo chef de la Embajada de Italia en Helsinki, que afirma que existen alrededor de cincuenta recetas que contienen mämmi. Hay una serie de sitios web con recetas con mämmi en finés. Mämmi también se utiliza como ingrediente en pequeñas cantidades para hacer una cerveza de mämmi por Laitilan Wirvoitusjuomatehdas.

## Historia
Se tiene constancia del Mämmi por primera vez en el siglo XVI, en una tesis doctoral (escrita en latín). Se dice que se ha comido en la región suroeste de Finlandia, hasta tan pronto como el siglo XIII, cuando Finlandia era parte de Suecia.
Originalmente el mämmi se comió durante la Cuaresma. Sus propiedades laxantes se asociaban con la purificación y la purga. Como plato se conserva bien durante varios días, y era un alimento idóneo para el Viernes Santo, cuando cocinar estaba en contra de la costumbre religiosa.
En la actualidad el mämmi se produce principalmente de forma industrial en grandes cantidades.